# Zoutkamperril

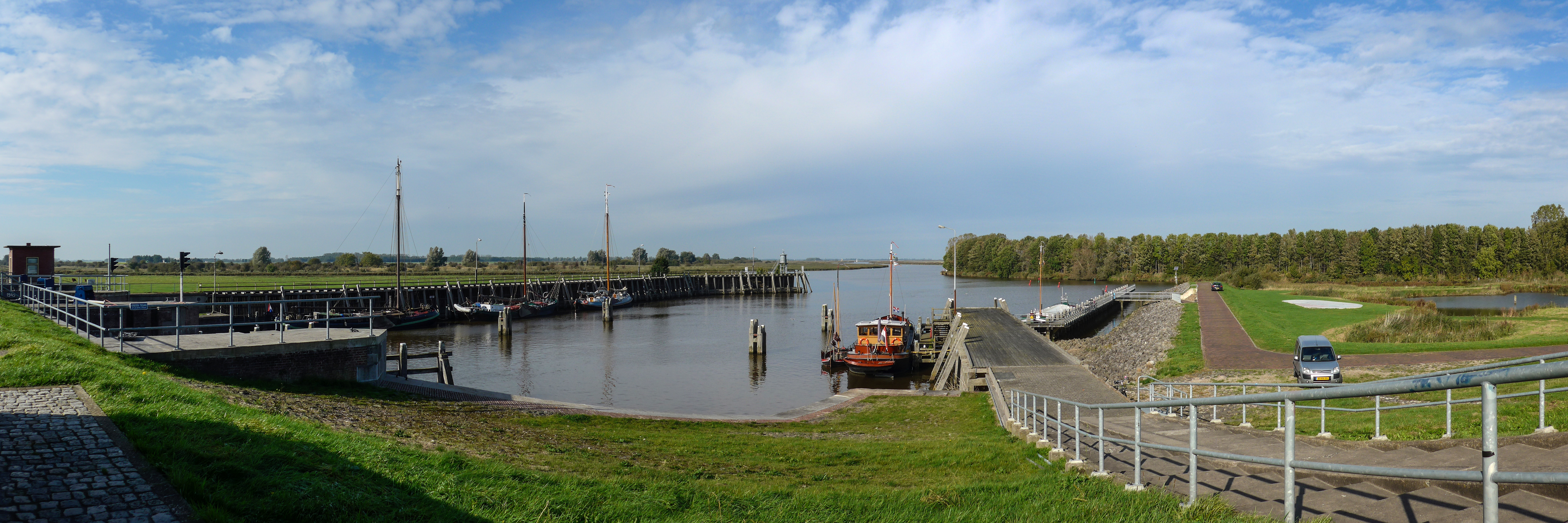
Sicht auf den Beginn der Zoutkamperril

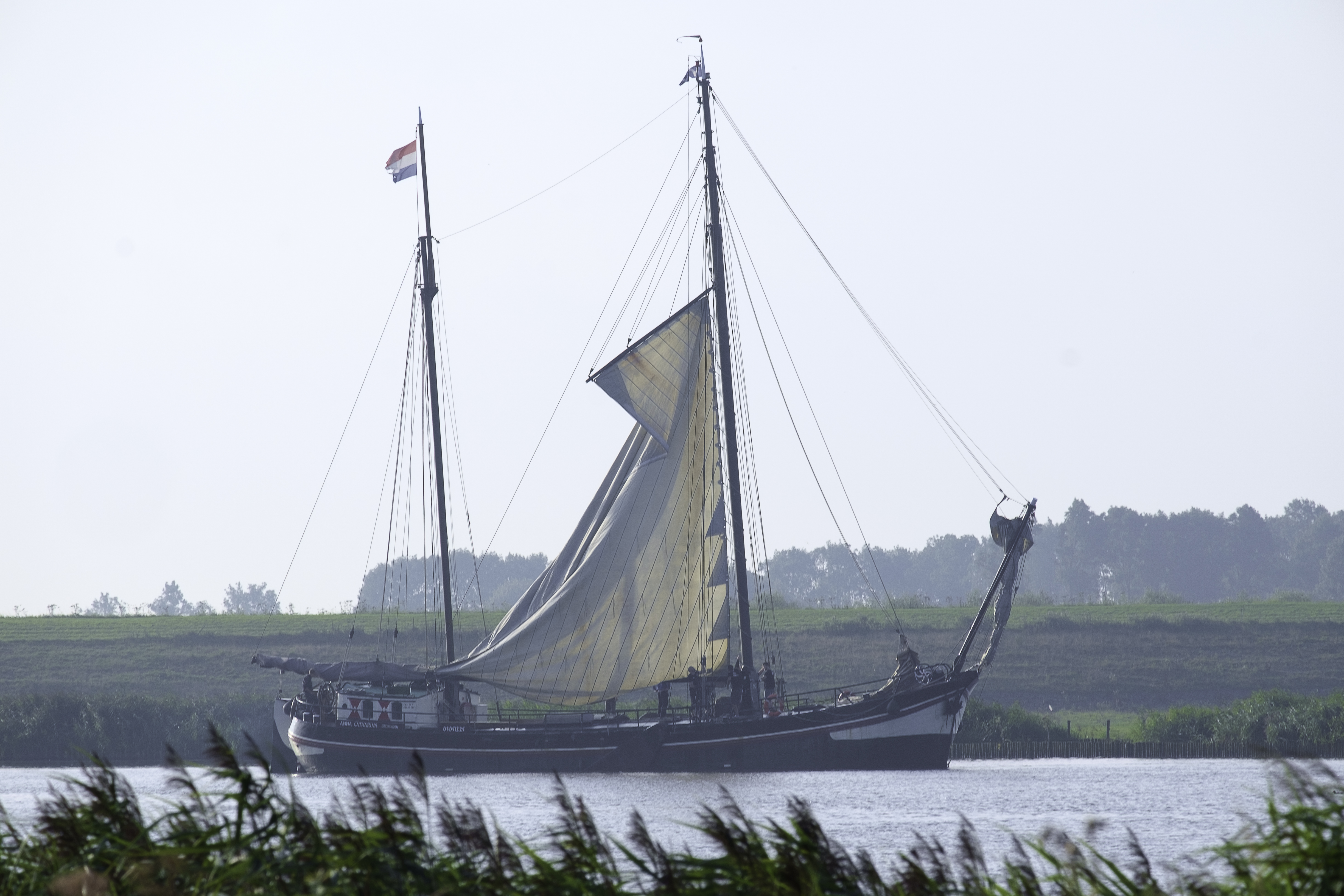
Segelboot der Braunen Flotte auf der Zoutkamperril

Die Zoutkamperril ist ein Kanal westlich und nordwestlich des niederländischen Dorfes Zoutkamp. Auf ganzer Länge bildet er die Grenze zwischen den Provinzen Groningen und Friesland.
Das Gewässer war ursprünglich die natürliche Fortsetzung der Reitdiep über die Schorren in die Lauwerzee. Hierauf deutet die Endsilbe ril hin, welche dem deutschen Priel entspricht. Nach dem Abschluss des Meeres (vergleichbar dem Abschlussdeich der Zuiderzee) im Jahr 1969 bildete sich die Zoutkamperril zu einem Kanal mit schiffbarem Wasserstand. Sie beginnt in Zoutkamp an der Reitdiepschleuse (Groote Provinciale sluis) und dort, wo sie sich deutlich verbreitert, geht sie über in den Slenk van het Reitdiep (zu deutsch etwa: Reitdiepgraben), oder kurz 'Slenk', ein fünf Kilometer langes Fahrwasser, welches bis zur Mündung der Dokkumer Diep reicht.
In die Zoutkamperril mündet (gleich zu Beginn) der Hunsingokanaal und der Munnekezijlsterried, das letzte Teilstück der Lauwers, welche von Friesland einfließt. Nach der Landgewinnung durch Einpoldern münden noch zwei Hauptwasserläufe der friesischen Zoutkamper Platte aus dem Süden in den Kanal. Das war auch auf der Nordseite der Fall, jedoch durch eine Änderung der Entwässerung des Panserpolders verfällt der Zufluss.
Koordinaten: 53° 20′ 48″ N, 6° 15′ 47″ O